# Platystrophia
Platystrophia is een geslacht van uitgestorven brachiopoden, dat voorkwam tijdens het Ordovicium.

## Beschrijving
De schelp van deze middelgrote brachiopode (lengte vier centimeter) is qua omtrek bijna rechthoekig met zeer bolle kleppen. Langs de scharnierlijn is de schelp het grootst. Centraal op de steelklep bevindt zich dikwijls een in het oog springende groeve (sulcus), die overeenkomt met een welving (plica) op de armklep. Beide kleppen hebben aan de voorkant een scherp geplooide raaklijn. Vele scherpe richels (costae) waaieren uit naar de klepranden. Via een kort steeltje, de pedunculus zat dit geslacht verankerd op kalkslib en zandige substraten.

## Soorten
- P. acutilirata (Conrad, 1842)
- P. amoena McEwan, 1919
- P. annieana Foerste, 1910
- P. anomala Hiller, 1980
- P. baltica Zuykov and Harper, 2007
- P. biforatus (Schlotheim, 1820)
- P. caelata Williams, 1974
- P. chama Eichwald, 1861
- P. clarkvillensis Foerste, 1910
- P. colbiensis Foerste, 1910
- P. costata Zuykov, 2000
- P. costatus (Pander, 1830)
- P. crassoplicata Alichova, 1951
- P. cypha (James, 1874)
- P. dentata Pander, 1830
- P. elegantula McEwan, 1919
- P. extensa McEwan, 1920
- P. hongueda
- P. hopensis (Foerste, 1910)
- P. humilis Li and Copper, 2006
- P. laticosta (James, 1871)
- P. lutkevichi Alikhova, 1951
- P. lynx Eichwald, 1830
- P. orbiculata Oraspold, 1959
- P. pogrebovi Zuykov and Harper, 2007
- P. ponderosa Foerste, 1909
- P. profundosulcata (Meek, 1873)
- P. putilovensis Zuykov, 1999
- P. quadriplicata Alikhova, 1951
- P. saxbyensis Oraspold, 1959
- P. scotica Williams, 1962
- P. tramorensis Liljeroth et al., 2017
- P. trentonensis McEwan, 1919